# 高田連隊区
高田連隊区（たかだれんたいく）は、大日本帝国陸軍の連隊区の一つ。前身は柏崎大隊区（柏崎連隊区）である。新潟県の一部地域の徴兵・召集等兵事事務を取り扱った。実務は高田連隊区司令部が執行した。長野県の一部を管轄した時期もあった。1941年（昭和16年）4月、新発田連隊区と統合され新潟連隊区となり消滅した。

## 沿革
1888年（明治21年）5月14日、大隊区司令部条例（明治21年勅令第29号）によって柏崎大隊区が設けられ、陸軍管区表（明治21年勅令第32号）により管轄区域が定められた。第2師管第3旅管に属した。この時、新潟県の残り区域は新発田大隊区・佐渡警備隊区に属していた。
1896年（明治29年）4月1日、柏崎大隊区は連隊区司令部条例（明治29年勅令第56号）によって柏崎連隊区に改組され、同時に陸軍管区表が改正（明治29年3月16日勅令第24号）となり、旅管が廃止され第2師管に属した。
1903年（明治36年）2月14日、改正された「陸軍管区表」（明治36年勅令第13号）が公布となり、再び旅管が採用され柏崎連隊区は第2師管第15旅管に属した。
日本陸軍の内地19個師団体制に対応するため陸軍管区表が改正（明治40年9月17日軍令陸第3号）となり、1907年（明治40年）10月1日、柏崎連隊区は高田連隊区と改称され第13師管第26旅管に属した。これに伴い同年9月30日に柏崎連隊区司令部を廃止。また、新潟県内に村松連隊区が創設され、管轄区域の大幅な変更が実施された。同年12月30日、司令部を中頸城郡高田町に移転し事務を開始。1908年（明治41年）10月22日、司令部を中頸城郡高城村大字高田城字本丸35番地に移転した。
1925年（大正14年）4月6日、日本陸軍の第三次軍備整理に伴い陸軍管区表が改正（大正14年軍令陸第2号）され、同年5月1日、旅管は廃され連隊区は第2師管に属した。
1940年（昭和15年）8月1日、陸軍管区表の改正（昭和15年7月24日軍令陸第20号）により、高田連隊区は東部軍管区仙台師管に属することとなった。
1941年（昭和16年）4月1日、「陸軍管区表」の改正（昭和15年8月21日軍令陸第23号）により、高田連隊区と新発田連隊区を統合して新潟連隊区が創設され廃止された。

## 管轄区域の変遷
1888年5月14日、陸軍管区表（明治21年勅令第32号）が制定され、柏崎大隊区の管轄区域が次のとおり定められた。
- 新潟県

刈羽郡・三島郡・北魚沼郡・南魚沼郡・中魚沼郡・東頸城郡・中頸城郡 ・西頸城郡
1896年4月1日に柏崎連隊区へ改組された際に管轄区域の変更はなかった。
1907年10月1日、高田連隊区に改称し、村松連隊区が新設されたことに伴い管轄区域が陸軍管区表（明治40年9月17日軍令陸第3号）により次のとおり定められた。三島郡・北魚沼郡・南魚沼郡・中魚沼郡を村松連隊区へ移管し、長野県区域は松本連隊区から編入した。
- 新潟県

刈羽郡・東頸城郡・中頸城郡 ・西頸城郡
- 長野県

長野市・下水内郡・下高井郡・上水内郡・上高井郡
1913年（大正2年）7月4日、陸軍管区表が改正（大正2年軍令陸第6号）され、高田市が加えられた。
1925年5月1日、陸軍管区表の改正（大正14年4月6日軍令陸第2号）に伴い村松連隊区が廃止され、旧村松連隊区の三島郡・北魚沼郡・南魚沼郡・中魚沼郡を編入し、長野県区域を松本連隊区へ移管して、管轄区域は次のようになった。
- 新潟県

高田市・三島郡・刈羽郡・北魚沼郡・南魚沼郡・中魚沼郡・中頸城郡・東頸城郡・西頸城郡
1940年8月1日、陸軍管区表の改正（昭和15年軍令陸第20号）により柏崎市が加えられた。

## 司令官
柏崎大隊区
- （心得）福頼義臣 歩兵大尉：1888年5月14日 -

柏崎連隊区
- 荻野子儀 後備歩兵少佐：1900年6月1日 - 1902年9月30日
- 島田繁 歩兵中佐：1902年9月30日 - 1903年7月11日
- 新名幸太 歩兵少佐：1903年7月11日 - 1907年8月7日
- 野治鉄太郎 歩兵少佐：1907年8月7日 - 10月3日

高田連隊区
- 楢本鉄石 騎兵中佐：1907年10月3日 -
- 松本浩 歩兵中佐：1908年12月21日 - 1912年8月7日
- 松山良朔 歩兵中佐：1912年8月7日 - 1915年8月10日
- 大島雄 歩兵中佐：1915年8月10日 - 1916年11月15日
- 石川武文 歩兵中佐：1916年11月15日 -
- 黒江英次 歩兵大佐：不詳 - 1921年6月28日[5]
- 宮地太郎 歩兵中佐：1921年6月28日[5] - 1922年8月15日[6]
- 土橋真三 歩兵大佐：1922年8月15日[6] - 1923年8月6日[7]
- 松井幹愛 歩兵大佐：1923年8月6日[7] -
- 利根政喜 歩兵大佐：不詳 - 1928年8月10日[8]
- 岡崎正雄 歩兵大佐：1928年8月10日[8] -
- 秋山充三郎 歩兵大佐：1931年8月1日 - 1933年3月18日[9]
- 今井金一 歩兵大佐：不詳 - 1935年8月1日[10]
- 小林準 歩兵大佐：1935年8月1日[10] - 1937年8月2日[11]